# Ander Monson
Ander Monson é um escritor americano.
Monson é um editor da revistaDIAGRAM, and the New Michigan Press.  Ele vive em Tucson, Arizona, e leciona na Universidade do Arizona.

## Premiações
- 2007 John C. Zacharis First Book Award from the literary journal Ploughshares, for Other Electricities
- 2006 New York Public Library's Young Lions Award finalist, for Other Electricities
- Graywolf Press Nonfiction Prize, for Neck Deep and Other Predicaments: Essays
- 2007 Christopher Isherwood Foundation fellowship
- 2008 Great Lakes Colleges Association New Writers Award, for Neck Deep and Other Predicaments
- 2008 Knox College Junior Alumni Achievement Award
- 2010 National Book Critics Circle Finalist in Criticism for Vanishing Point

### Editores
- Ander Monson, ed. (2003). Diagram: Selections from the Magazine. [S.l.]: Del Sol Press. ISBN 9780972509589
- Ander Monson, ed. (2006). Diagram.2. [S.l.]: Del Sol. ISBN 9780976209218
- Ander Monson, ed. (2008). Diagram III. [S.l.]: del Sol Press. ISBN 9781934832042

### Antologias
- Adam Gopnik, Robert Atwan, ed. (8 de outubro de 2008). «Solipsism». Best American Essays 2008. [S.l.]: Mariner Books. ISBN 9780618983223 [9]